# Prezydenci Timoru Wschodniego
Prezydent jest głową państwa niepodległej od 20 maja 2002 Demokratycznej Republiki Timoru Wschodniego. Pełni funkcje ceremonialne, ma jednak prawo weta w odniesieniu do części ustaw. Jest wybierany w wyborach powszechnych na 5 lat. Do jego obowiązków należy m.in. powołanie szefa rządu, którym zostaje lider zwycięskiej w wyborach parlamentarnych partii lub koalicji.
Pierwszym prezydentem Timoru Wschodniego wybrano w kwietniu 2002 jednego z liderów ruchu niepodległościowego, przez wiele lat więzionego przez władze indonezyjskie Xananę Gusmão. Został on zaprzysiężony 20 maja 2002 i przejął władzę z rąk administratora ONZ, Brazylijczyka Sérgio Vieira de Mello.
Tytuł prezydenta Timoru Wschodniego nosili również inni liderzy ruchu FRETILIN po ogłoszeniu niepodległości państwa w 1975. Faktyczną niezależność Timor utracił już po 9 dniach po najeździe Indonezji (7 grudnia 1975), ale kierujący partyzantką Amaral i Lobato nosili symbolicznie tytuł prezydenta do grudnia 1978.

## Chronologiczna lista

### Prezydenci Timoru Wschodniego podczas wojny o niepodległość
| # | Portret | Imię i nazwisko                                | Kadencja          | Kadencja        | Partia polityczna |
| - | ------- | ---------------------------------------------- | ----------------- | --------------- | ----------------- |
| 1 |         | Francisco Xavier do Amaral (1937–2012)         | 28 listopada 1975 | 7 grudnia 1975  | FRETILIN          |
| — |         | Nicolau dos Reis Lobato (1946–1978) tymczasowo | 7 grudnia 1975    | 31 grudnia 1978 | FRETILIN          |

### Prezydenci Demokratycznej Republiki Timoru Wschodniego
| #   | Portret | Imię i nazwisko                           | Kadencja       | Kadencja         | Partia polityczna |
| --- | ------- | ----------------------------------------- | -------------- | ---------------- | ----------------- |
| 2   |         | Xanana Gusmão (1946–)                     | 20 maja 2002   | 20 maja 2007     | bezpartyjny       |
| 3   |         | José Ramos-Horta (1949–)                  | 20 maja 2007   | 20 maja 2012     | bezpartyjny       |
| —   |         | Vicente Guterres (1955–) tymczasowo       | 11 lutego 2008 | 13 lutego 2008   | CNRT              |
| —   |         | Fernando de Araujo (1963–2015) tymczasowo | 13 lutego 2008 | 17 kwietnia 2008 | PD                |
| 4   |         | Taur Matan Ruak (1956–)                   | 20 maja 2012   | 20 maja 2017     | bezpartyjny       |
| 5   |         | Francisco Guterres (1954–)                | 20 maja 2017   | 20 maja 2022     | FRETILIN          |
| (3) |         | José Ramos-Horta (1949–)                  | 20 maj 2022    | nadal            | CNRT              |